# دوري كرة القدم الإنجليزي 1930–31
دوري كرة القدم الإنجليزي 1930–31 هو موسم من دوري كرة القدم الإنجليزي. أقيم خلال الفترة 30 أغسطس 1930 وحتى 2 مايو 1931، وفاز فيه نادي أرسنال.